# أولاد زيدان
أولاد زيدان هي قرية في إقليم برشيد منذ 2004 ضمن جهة جهة الدار البيضاء سطات بالغرب المغربي. كان مجموع عدد سكان الجماعة القروية أولاد زيدان 6.122 نسمة.(تعداد السكان الرسمي 2004)
جماعتها هي
رئيس جماعتها عبد اللطيف العروي الرئيس الجديد 2015.